# Alysicarpus polygonoides
Alysicarpus polygonoides är en ärtväxtart som beskrevs av Romariz. Alysicarpus polygonoides ingår i släktet Alysicarpus och familjen ärtväxter. Inga underarter finns listade i Catalogue of Life.